# T-FLEX CAD
T-FLEX CAD — российская система автоматизированного проектирования, объединяющая в себе параметрические возможности 2D и 3D моделирования со средствами создания и оформления чертежей и конструкторской документации в соответствии с ЕСКД и зарубежными стандартами (ISO, DIN, ANSI).
Система включена в Единый реестр российских программ. Работает в среде Microsoft Windows. Основной формат файла документов САПР T-FLEX CAD — *.grb.
Начиная с 17 версии официально подтверждена работа в Linux (Astra Linux с Wine).
Разработчик системы — российская компания «Топ Системы».

## История создания
Первая версия системы была выпущена в 1992 году под названием TopCAD. С 1992 по 1995 год система выходила для операционной среды DOS.
В 1996 году начались поставки 2D версии системы T-FLEX CAD 5.x для операционных систем Windows 95 и Windows NT.
В конце 1996 года выходит 3D версия системы T-FLEX CAD 5.x, построенная на геометрическом ядре ACIS фирмы Spatial Technology.
В 1997 году система T-FLEX CAD 5 попала в пятое издание обзора 100 лучших мировых CAD-систем «The CAD rating guide».
В 1999 году принято решение о переводе T-FLEX CAD на ядро Parasolid, получена лицензия на этот продукт.
В 2002 году компания «Топ Системы» стала лауреатом премии «Элита САПР» в номинации «Разработчик лучшей отечественной САПР для трехмерного моделирования — T-FLEX CAD 3D». В 2003 году система T-FLEX CAD 3D признана победителем в номинации «Лучшая отечественная САПР для трехмерного моделирования» премии «Элита САПР 2003».
Начиная с 7-й версии T-FLEX CAD 3D работает на базе ядра Parasolid. В дополнение к 7-й версии T-FLEX CAD 2D, выпускается T-FLEX CAD LT для автоматизации черчения. За период 2003—2004 гг. выпущены 8 и 9 версии системы T-FLEX CAD. В 9 версию T-FLEX CAD впервые встроен модуль «Экспресс-Анализ», предназначенный для проведения прочностных расчетов.
В 2006 году «Топ Системы» объявила о выпуске 10-й версии T-FLEX CAD и о выходе нового продукта T-FLEX Печатные платы — программа для проектирования печатных плат.
Компания «Топ Системы» представила 11-ю версию системы параметрического твердотельного моделирования T-FLEX CAD в конце 2007 года. А в начале 2008 года состоялся официальный релиз чешской версии T-FLEX CAD 11, чешская компания SoliCAD s.r.o. получила статус официального партнёра компании «Топ Системы». Активно развивается зарубежная дистрибьюторская сеть. Интерфейс T-FLEX CAD переведён на английский, немецкий, итальянский, польский и чешский языки.
В 2011 году на IT Форуме «T-FLEX PLM — комплексная автоматизация предприятий» была анонсирована 12 версия T-FLEX CAD.
Следующая версия T-FLEX CAD 14 вышла через 3 года, в 2014 году. Начиная с 14 версии вектор развития системы направлен в сторону тяжелой САПР.
В 2016 году вышла 15-я версия T-FLEX CAD с обновленным интерфейсом, а начиная с версии 15.1 T-FLEX CAD поддерживает прямое чтение файлов сторонних СAD-систем.
В 2018 году состоялся релиз T-FLEX CAD 16 и новой системы T-FLEX CAD 2D+ (предназначена для 2D параметрического проектирования и оформления чертёжной документации, в том числе на основе трёхмерных моделей системы T-FLEX CAD и других САПР)
T-FLEX CAD 16 поставляется в нескольких конфигурациях, которые представлены в виде программных модулей собственной разработки и покрывают потребности конструкторов различных отраслей.
Выпуск 17-й версии T-FLEX CAD анонсирован компанией «Топ Системы» в 2020 году.
В июле 2020 года состоялся официальный релиз T-FLEX CAD 17

## Основные возможности системы
- параметрическое 2D эскизирование и параметрическое 2D/3D проектирование с использованием гибридной параметризации, объединяющей классическую параметризацию, основанную на элементах построения, и размерную параметризацию, основанную на ограничениях и управляющих размерах;
- прямое чтение и импорт форматов различных CAD-систем, экспорт в форматы других CAD-систем;
- единый формат файлов для 3D моделей и сборок с различными видами многостраничных чертежей, спецификаций, графиков, баз данных, данных приложений, макросов;
- полная ассоциативная связь между 3D моделью и её чертежом;
- набор средств подготовки конструкторской документации в соответствии со стандартами ЕСКД, ISO, DIN и ANS;
- параметрический модуль по автоматическому созданию спецификаций и отчётов, групповых спецификаций, возможность настройки собственных шаблонов спецификаций и отчётов;
- 3D моделирование (каркасное, твердотельное и поверхностное 3D моделирование)[23];
- создание 3D сборок без ограничений на количество деталей и глубину иерархии;
- возможность комбинировать методы работы «снизу вверх» (от детали к сборке) и «сверху вниз» (от сборки к детали);
- работа со ссылочной геометрией с возможностью управлением процессом обновления;
- инструменты коллективной работы над проектами;
- управление структурой сборки и структурой изделия;
- проектирование деталей из листового металла, проектирование коммуникаций (трубопроводов, вентиляционных каналов и др.);
- поддержка PMI, включая форматы других CAD-систем;
- геометрический анализ 3D деталей и 3D сборок;
- инженерный экспресс-анализ деталей методом конечных элементов;
- оптимизация деталей и конструкций, включая КЭ-оптимизацию;
- криптозащита документов, библиотек пользователя, с привязкой к ключу аппаратной защиты;
- создание фотореалистичных изображений по технологиям GPU и CPU, запись анимации сборки/разборки, пользовательских сценариев с фотореалистическим качеством;
- API-интерфейс для разработки собственных приложений;
- редактор переменных с поддержкой многострочных выражений и подсветкой синтаксиса;
- поддержка работы с внутренними и внешними базами данных;
- библиотеки параметрических 2D и 3D стандартных элементов: пружины с расчётом, болтовые соединения с расчётом, стандартные изделия по ГОСТ (болты, винты, гайки, подшипники, прокатный сортамент и пр.);
- создание и подготовка 3D моделей для 3D печати[24][25].

## Особенности системы
- единый формат файлов (*.grb) для 3D моделей и 3D сборок с различными видами, многостраничных чертежей, спецификаций, графиков, баз данных, данных приложений, макросов и пр.;
- два механизма параметризации чертежей — линии построения и эскиз с ограничениями и управляющими размерами;
- создание параметрических 2D сборок;
- инструменты параметризации — дают возможность выбирать стиль работы: разрабатывать непараметрические 3D модели, создавать параметрические чертежи «с нуля», строить параметрические модели и сборки в 3D, и на их основе формировать 2D документацию или комбинировать эти методы;
- собственный графический движок;
- многотельное 3D моделирование в рамках одного документа;
- возможность коллективной работы над проектами;
- инструменты создания 3D сборок изделий без ограничения на количество деталей и глубину иерархии;
- работа со ссылочной геометрией;
- возможность комбинировать методы работы «снизу-вверх» (от детали к сборке) и «сверху-вниз» (от сборки к детали);
- проектирование деталей из листового металла;
- возможность создания мини-САПР, предназначенных для решения задач конкретного предприятия;
- встроенный механизм создания фотореалистичных изображений, основанный на технологиях Nvidia Optix и Intel (Embree)[26];
- является базовой платформой для встраиваемых в него расчётных систем, системы проектирования электротехнических изделий, модуля раскроя, расширенного импорта, ЧПУ-модуля, модуля печатных плат, модуля виртуальной реальности[27] — используется базовая параметрическая модель данных T-FLEX CAD.

## Конфигурации и модули системы

### Базовая (коммерческая) конфигурация
включает в себя все основные возможности системы (см. пункт Основные возможности системы).

### Дополнительные приложения и модули для T-FLEX CAD
T-FLEX CAD 2D+ — система, предоставляющая возможности 2D параметрического проектирования и оформления чертёжной документации в соответствии с ЕСКД, в том числе на основе 3D моделей системы T-FLEX CAD и других САПР. Отличие от T-FLEX CAD — отсутствие возможности 3D проектирования.
T-FLEX Расширенный импорт — встроенное в T-FLEX CAD приложение, даёт возможность прямого чтения форматов данных САПР CATIA, Creo, Pro/ENGINEER, I-DEAS.
T-FLEX Электротехника — встроенное в T-FLEX CAD приложение, позволяет вести процесс проектирования электрической и механической составляющих электротехнического изделия в единой среде проектирования — T-FLEX CAD.
T-FLEX VR — встроенное в T-FLEX CAD приложение, дает возможность проводить визуальный анализ изделия, проверять его эргономичность, оценивать дизайн и вести проектирование в виртуальном пространстве.
T-FLEX Печатные платы — встроенное в T-FLEX CAD приложение для проектирования печатных плат.
T-FLEX Анализ — встроенное в T-FLEX CAD приложение, позволяет осуществлять математическое моделирование распространённых физических явлений. Все расчёты ведутся с применением метода конечных элементов (МКЭ).
T-FLEX Динамика — встроенное в T-FLEX CAD приложение, предназначенное для качественного и количественного анализа кинематики и динамики механизмов.
T-FLEX Зубчатые передачи — встроенное в T-FLEX CAD приложение, предназначенное для проектирования, расчёта и анализа зубчатых передач.
T-FLEX Раскрой — встроенное в T-FLEX CAD приложение, предназначенное для автоматизации раскроя листовых материалов для различных видов резки.
T-FLEX ЧПУ — встроенное в T-FLEX CAD приложение, предназначенное для создания управляющих программ для станков с ЧПУ, опираясь на 2D или 3D геометрию. Поддерживает различные типы систем управления 2D, 2,5D, 3D и 5D и разделена на две независимые системы: T-FLEX ЧПУ 2D и T-FLEX ЧПУ 3D.
T-FLEX Viewer — программа для просмотра и печати чертежей и 3D моделей, выполненных в системе T-FLEX CAD.
T-FLEX Пружины — набор библиотечных файлов, интегрированных в библиотеку стандартных изделий, с возможностью выполнения расчётов.
T-FLEX Библиотеки — набор библиотек параметрических элементов по ГОСТ, поставляются вместе с T-FLEX CAD.

## T-FLEX CAD для учебных заведений
Версия T-FLEX CAD для ВУЗов — полнофункциональная версия системы, предназначенная для использования в образовательном процессе в учебных заведениях. Отличается от коммерческой версии возможностью чтения файлов Учебной версии T-FLEX CAD, см ниже.

## Учебная версия T-FLEX CAD
Бесплатная версия системы T-FLEX CAD, предназначена для некоммерческого использования в учебных целях. Учебная версия T-FLEX CAD имеет некоторые ограничения:
- файлы, созданные в Учебной версии T-FLEX CAD, не могут быть прочитаны в коммерческой версии T-FLEX CAD, имеют отличное от коммерческой версии расширение — (*.grs);
- недоступны некоторые функциональные возможности коммерческой версии.

## Применение
Среди пользователей T-FLEX CAD и приложений предприятия машиностроения и приборостроении, аэрокосмической, автомобильной и судостроительной отраслей.

## Аналоги
Существует множество различных САПР, большинство из них представлены зарубежными вендорами. Чаще всего T-FLEX CAD сравнивают со следующими зарубежными системами: SolidWorks, Solid Edge, Autodesk Inventor, NX (по отдельной функциональности) и др. Среди российских аналогов — Компас-3D.

## Примеры работ в T-FLEX CAD

Примеры работ в T-FLEX CAD
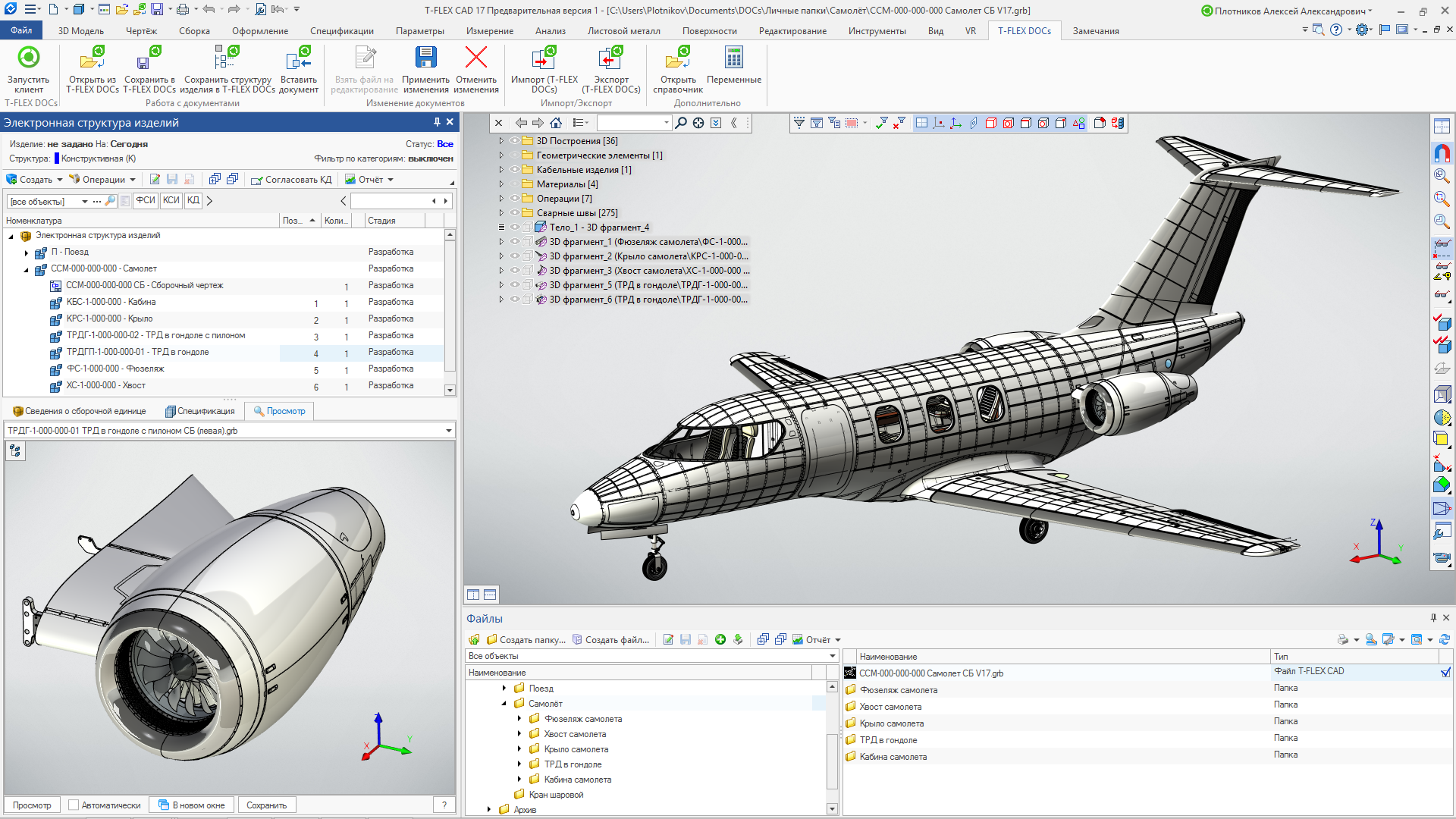
Коллективная работа в T-FLEX CAD
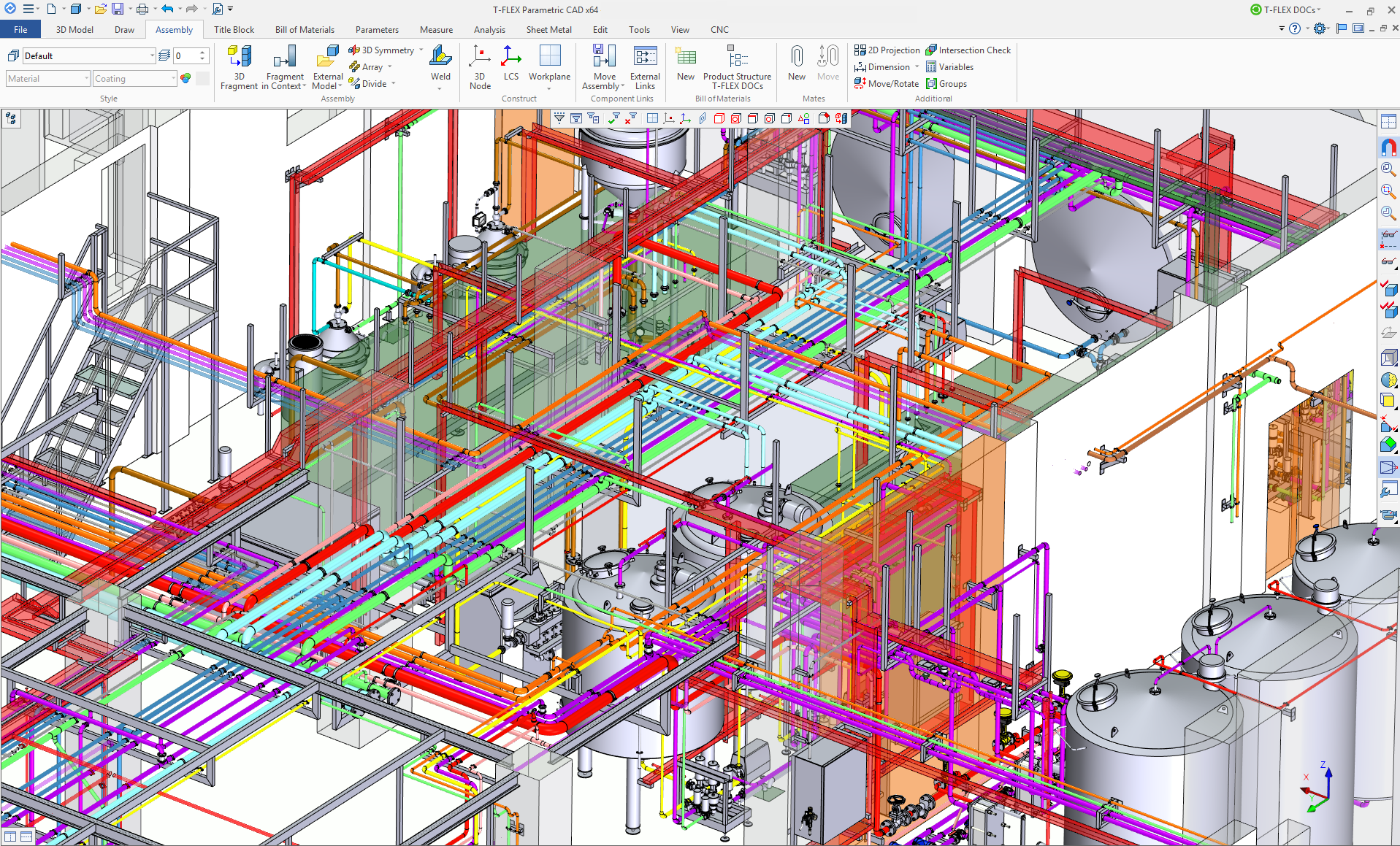
Проектирование трубопроводов в T-FLEX CAD
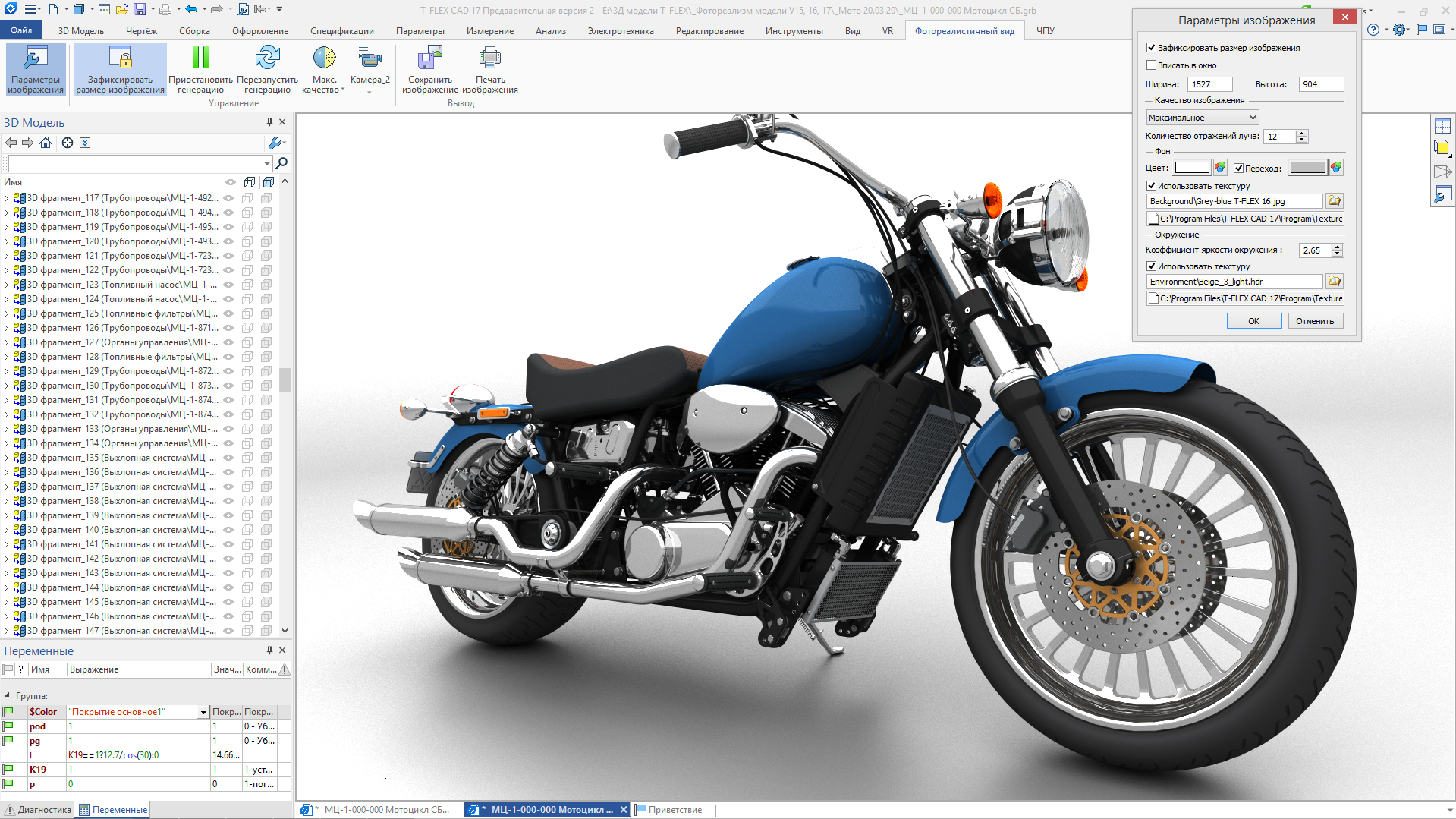
Фотореалистичное изображение в T-FLEX CAD
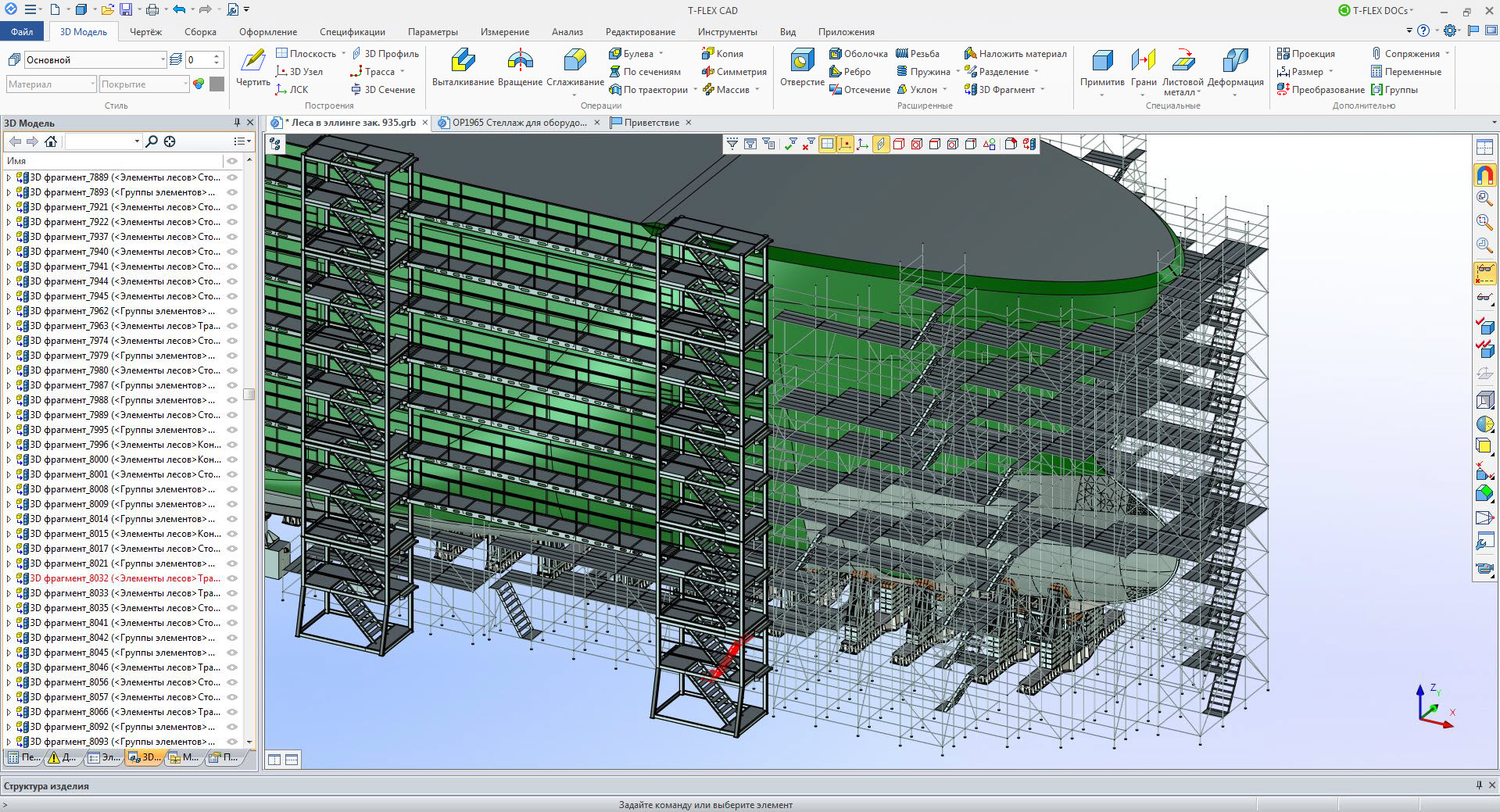
Проектирование параметрических лесов в T-FLEX CAD
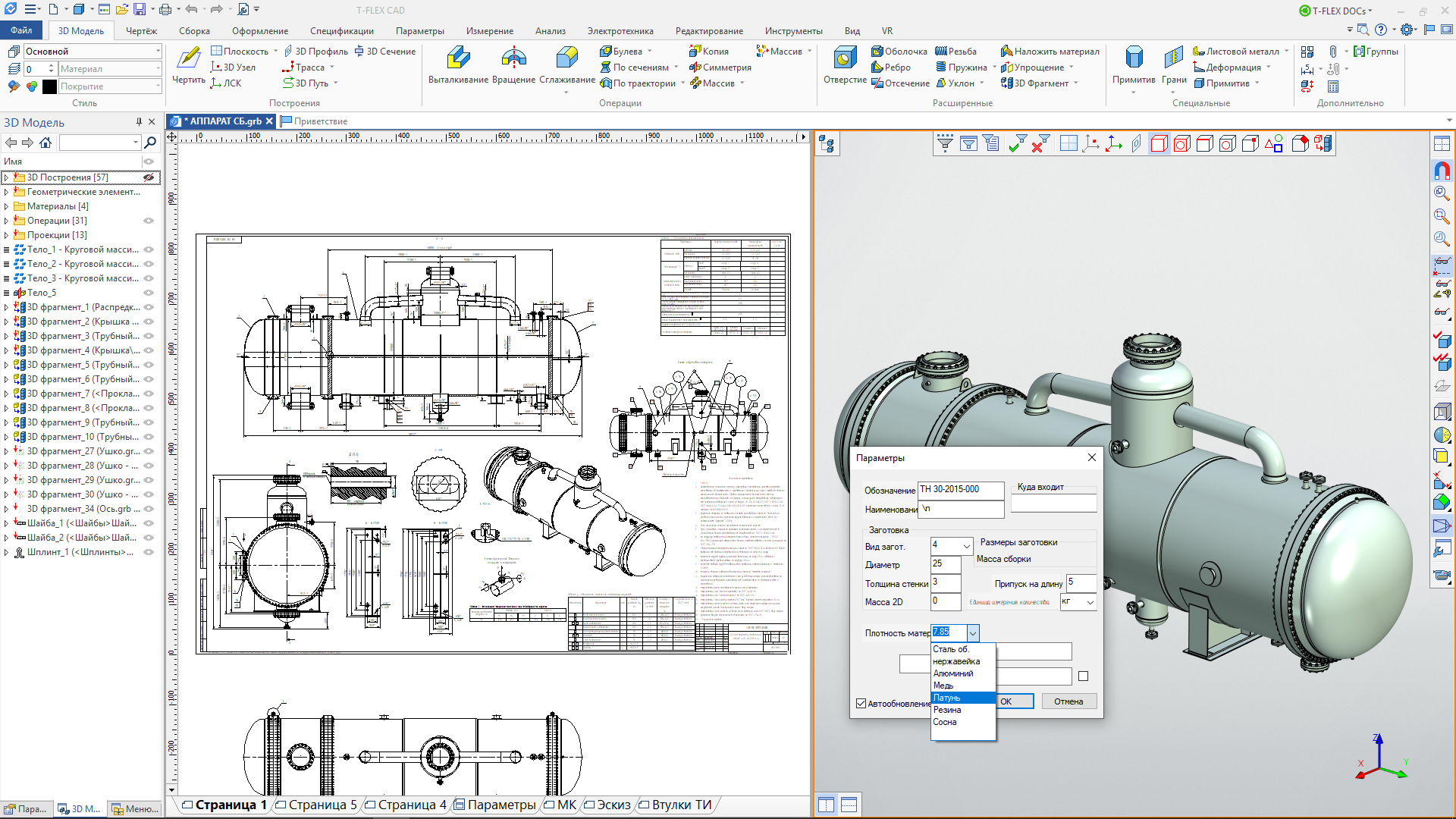
Параметрическая сборка и чертёж в T-FLEX CAD
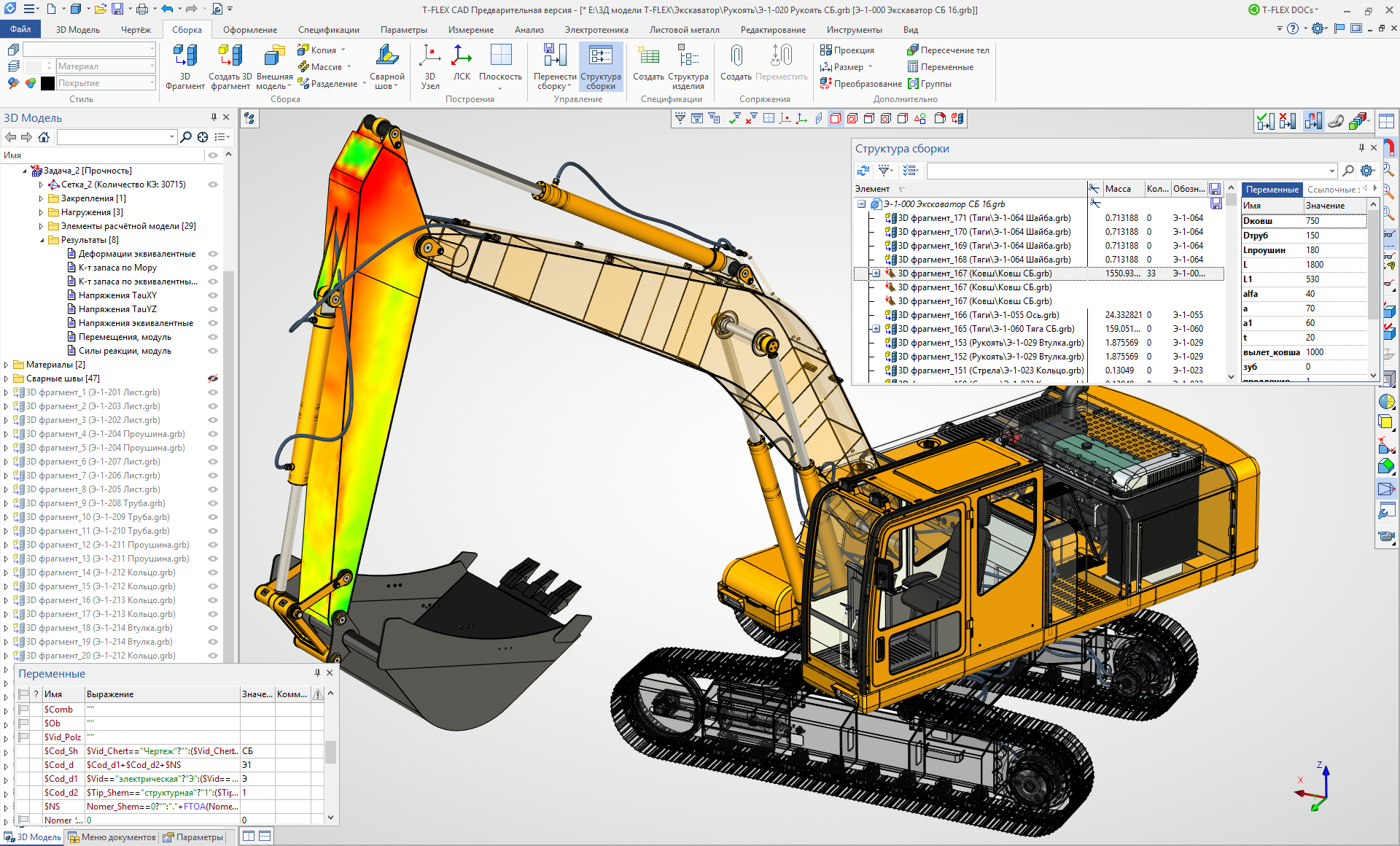
Экскаватор с расчётом стрелы в T-FLEX CAD
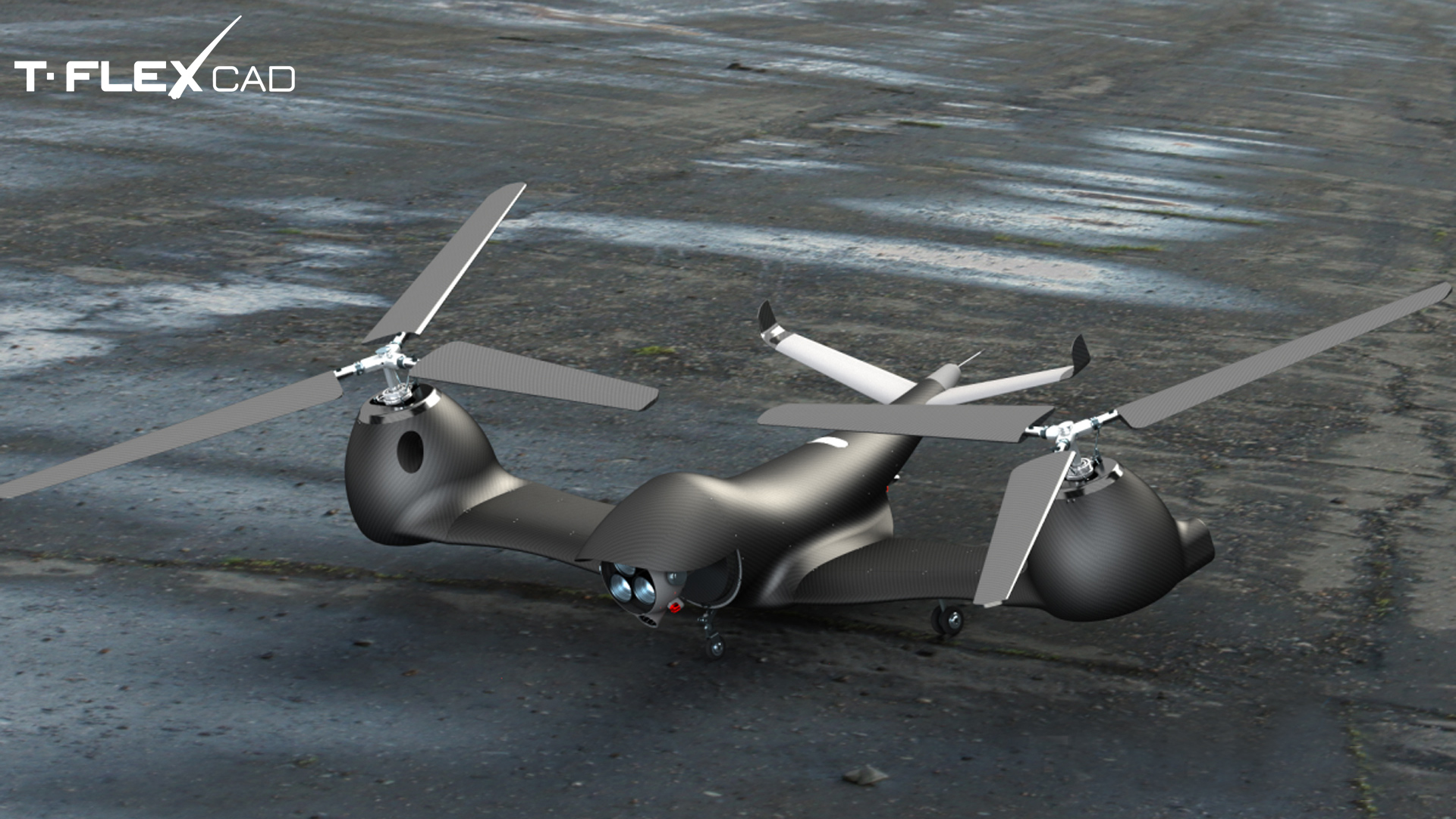
Модель БПЛА - сделана в T-FLEX CAD
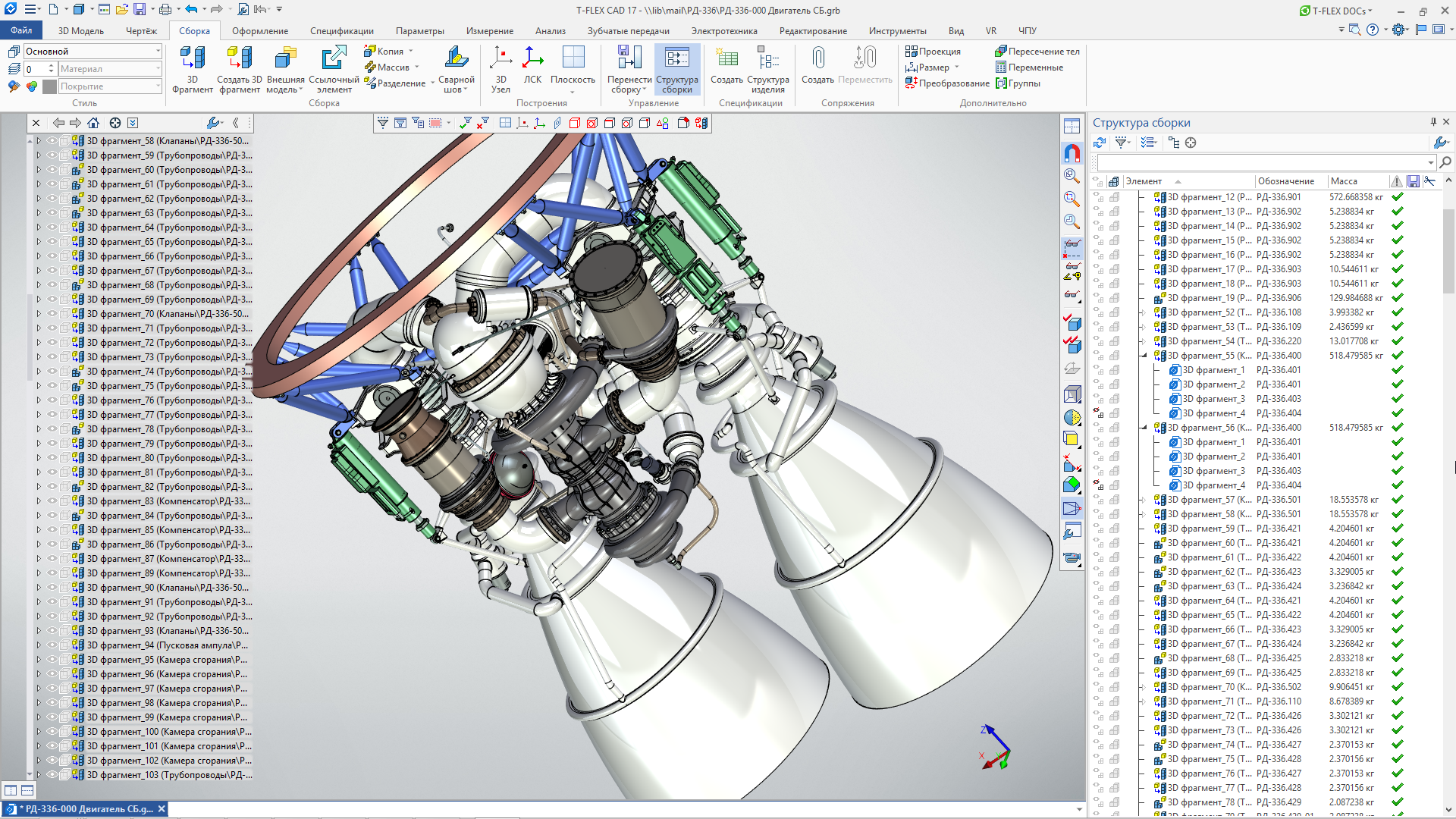
Ракетный двигатель РД-336, спроектированный в T-FLEX CAD
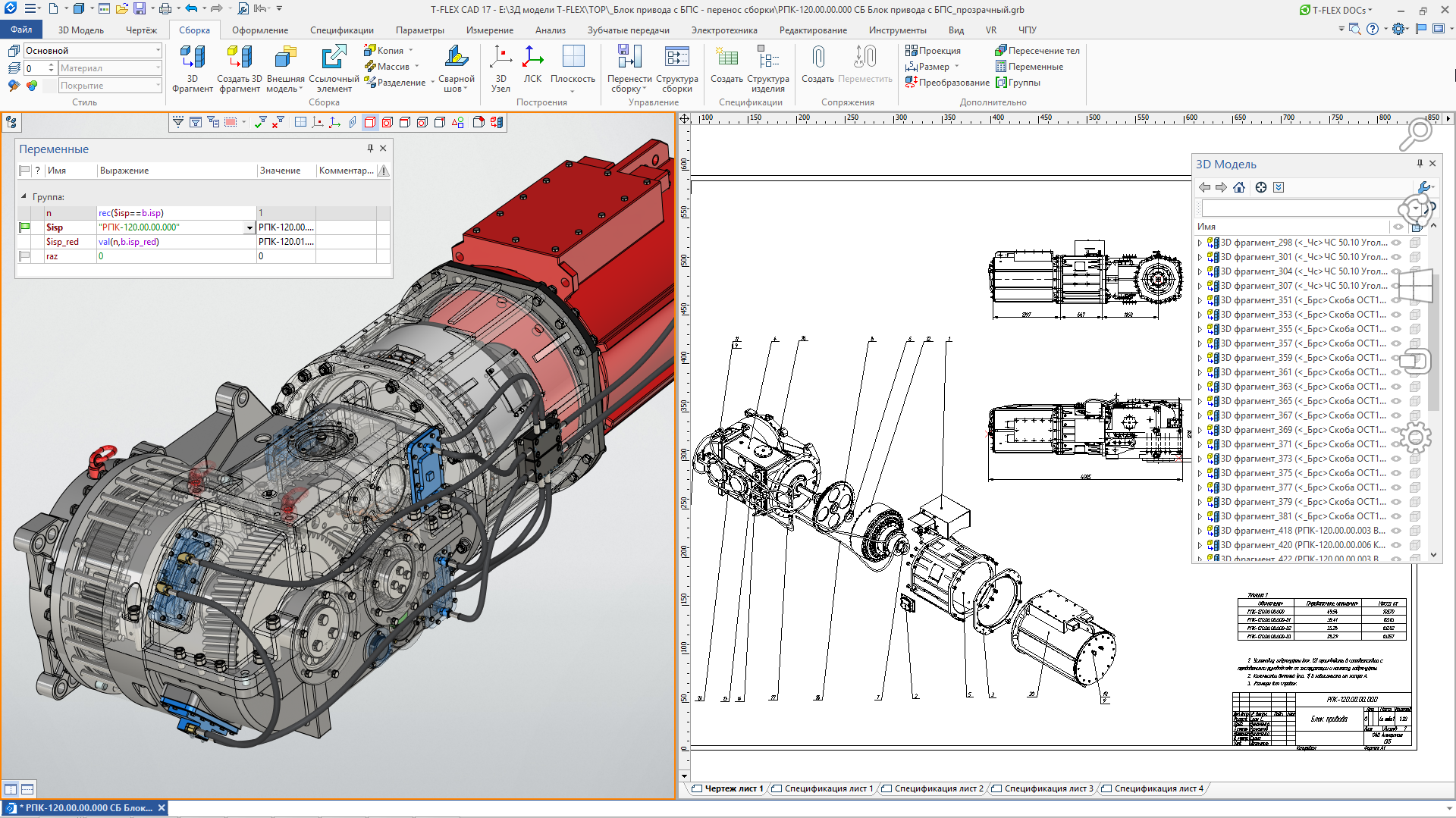
Блок привода в T-FLEX CAD
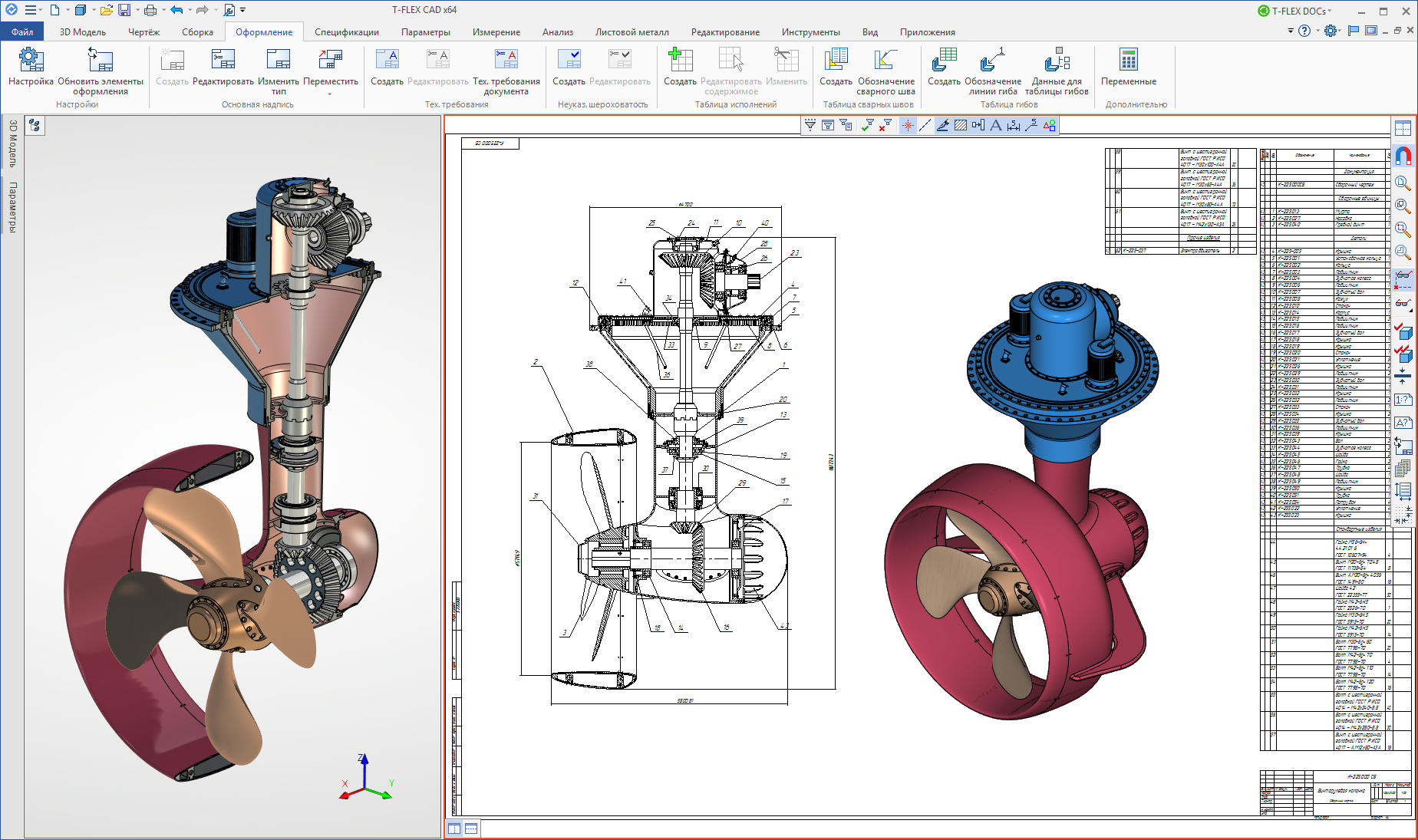
Винторулевая колонка спроектированная в T-FLEX CAD